# 벤즈이미다졸
벤즈이미다졸(영어: benzimidazole)은 벤젠 고리와 이미다졸 고리가 융합된 두 개의 고리 구조를 특징으로 하는 분자식이 C7H6N2인 방향족 헤테로고리 유기 화합물이다. 벤즈이미다졸은 무색의 고체이다.

## 제조
벤즈이미다졸은 o-페닐렌다이아민과 폼산 또는 동일한 양의 트라이메틸 오쏘폼산을 축합하여 생성한다.
C6H4(NH2)2  +  HC(OCH3)3 →  C6H4N(NH)CH  +  3 CH3OH
폼산 대신 알데하이드로 축합을 수행한 다음 산화시키면 2-치환 유도체가 생성된다. 이러한 방법으로 2-치환 벤즈이미다졸을 제조한다.

## 반응
다음과 같이 벤즈이미다졸은 염기이다.
C6H4N(NH)CH  +  H+ →  [C6H4(NH)2CH]+
또한, 벤즈이미다졸은 더 강한 염기로 탈양성자화될 수 있다.
C6H4N(NH)CH  +  LiH  → Li [C6H4N2CH]  +  H2
이민은 알킬화될 수 있고, 또한 배위 화학에서 리간드로 작용한다. 가장 두드러진 벤즈이미다졸 복합체는 비타민 B12에서 발견되는 N-리보실-다이메틸벤즈이미다졸이다.
N,N'-다이알릴벤즈이미다졸륨염은 특정 N-헤테로고리 카벤의 전구체이다.

## 활용
벤즈이미다졸은 종종 생체활성을 갖는다. 많은 구충제(예: 알벤다졸, 메벤다졸, 트리클라벤다졸)들은 벤즈이미다졸 계열의 화합물이다. 벤즈이미다졸 살진균제가 시판되고 있다. 이들은 균류의 미세소관에 결합하여 균사의 생장을 막음으로써 작용한다. 또한 방추사 미세소관에 결합하여 핵분열을 차단한다.
|  |

양성자 펌프 저해제(제산제)인 오메프라졸, 란소프라졸, 판토프라졸, 라베프라졸, 테나토프라졸은 모두 벤즈이미다졸기를 함유하고 있다. 벤즈이미다졸기를 함유하고 있는 다른 약물에는 에토니타젠, 갈레테론, 마바트렙, 도비티닙 등이 있다. 벤즈이미다졸 유도체는 미국 FDA의 소분자 약물 목록에서 가장 많이 사용되는 고리 화합물 중 하나이다.
인쇄 회로 기판 제조에서, 벤즈이미다졸은 유기 납땜성 보존제로 사용될 수 있다.
몇몇 염료들은 벤즈이미다졸로부터 유래된다.

## 같이 보기
- 벤즈이미다졸린
- 폴리벤즈이미다졸 – 고성능 섬유

## 더 읽을거리
- Grimmett, M. R. (1997). 《Imidazole and benzimidazole synthesis》. Boston: Academic Press. ISBN 0-12-303190-7.